# Calyptra striata
Calyptra striata är en fjärilsart som beskrevs av Gustave Arthur Poujade 1887. Calyptra striata ingår i släktet Calyptra och familjen nattflyn. Inga underarter finns listade i Catalogue of Life.